# Werner Oehlschläger
Werner Oehlschläger (* 24. September 1904; † 6. April 1980) war ein deutscher Schauspieler, Kabarettist und Regisseur.

## Leben
Werner Oehlschläger studierte in Berlin Jura, ließ sich dann aber zum Schauspieler ausbilden und arbeitete sowohl am Theater als auch am Kabarett. Seine künstlerische Laufbahn begann er in Breslau, von dort ging er nach Wien. Zwischen 1925 und 1933 spielte Oehlschläger gastweise an verschiedenen Theatern, bereits in dieser Zeit begann er für die Bühne auch zu schreiben und zu komponieren. In den 1930er Jahren kam er zum Berliner Rundfunk, ab 1938 war er auch beim damals noch jungen Medium Fernsehen beschäftigt.
Während des Zweiten Weltkrieges spielte Oehlschläger auf Soldatenbühnen im In- und Ausland und konnte – zeitweise als Wehrmachtskraftfahrer in der Mark Brandenburg eingesetzt – auch immer wieder als Regisseur und Darsteller am Theater am Nollendorfplatz arbeiten. Nach Entlassung aus sowjetischer Kriegsgefangenschaft Ende 1945 hatte er Engagements an der Tribüne, am Lustspielhaus des Westens sowie am Kabarett Ulenspiegel. Insbesondere wirkte Oehlschläger nach dem Krieg aber beim Rundfunk. Nach einem kurzen Gastspiel als Abteilungsleiter Unterhaltung im Studio Berlin des damaligen Nordwestdeutschen Rundfunks, trat er im Mai 1948 in gleicher Funktion eine Stelle beim RIAS an, die er bis zu seiner Pensionierung 1970 innehatte.
Mit Oehlschläger sind viele bekannte Sendungen der damaligen Zeit verbunden, so die von ihm geschaffene RIAS-Kaffeetafel oder die Sendereihe Es geschah in Berlin, insbesondere aber das Kabarett Die Insulaner von und mit Günter Neumann, für dessen 148 Sendungen er als Regisseur verantwortlich zeichnete.
Zu den wenigen Arbeiten Oehlschlägers vor der Kamera gehörte eine Rolle in Günter Neumanns Kinofilm Berliner Ballade von 1948, nachdem er bereits in dessen Bühnenfassung Schwarzer Jahrmarkt mitgewirkt hatte. Werner Oehlschläger war bis zu seinem Tod mit der Schauspielerin Inge Landgut verheiratet und wurde auf dem Waldfriedhof Zehlendorf in Berlin beigesetzt.

## Filmografie
- 1948: Berliner Ballade
- 1960: Sturm im Wasserglas

## Hörspiele

### Als Regisseur
- Hilfe – Meine Frau will mein Bestes – Autor: Alf Tamin
- 1952: Mein Name ist Heinzelmann – Autor: Hermann Krause
- 1952: Der kleine Napoleon – Autor: Paul Sarauw
- 1953: Ein Mann setzt sich durch – Autor: Werner Brink
- 1953/54: Die Arche Noack (22 Folgen) – Autor: Hermann Krause
- 1954: Es geschah in Berlin – Autor: Werner Brink
- 1960: Majestäten – Autor: Jean Anouilh
- 1970: Madame Madame – Autor: Jean Grimod

### Als Sprecher
- 1948: Intermezzo von Mollwitz – Autor: Günther Görcke – Regie: Günther Schnabel
- 1948: Schwarzer Jahrmarkt – Autor: Günter Neumann – Regie: Erik Ode
- 1949: Der gestiefelte Kater – Autor: Ludwig Tieck – Regie: Robert Adolf Stemmle
- 1949: Geheimakte CB 200 – Autor: Oleg Haupt – Regie: Robert Adolf Stemmle